# Laneforsa göl
Laneforsa göl är en sjö i Växjö kommun i Småland och ingår i Mörrumsåns huvudavrinningsområde. Sjön har en area på 0,11 kvadratkilometer och ligger 192 meter över havet. Sjön avvattnas av vattendraget Rävabäcken.

## Delavrinningsområde
Laneforsa göl ingår i det delavrinningsområde (633829-143944) som SMHI kallar för Mynnar i Asasjön. Medelhöjden är 211 meter över havet och ytan är 7,4 kvadratkilometer. Räknas de 2 avrinningsområdena uppströms in blir den ackumulerade arean 22,48 kvadratkilometer. Rävabäcken som avvattnar avrinningsområdet har biflödesordning 3, vilket innebär att vattnet flödar genom totalt 3 vattendrag innan det når havet efter 143 kilometer. Avrinningsområdet består mestadels av skog (83 procent). Avrinningsområdet har 0,56 kvadratkilometer vattenytor vilket ger det en sjöprocent på 7,5 procent.